# Gornji Branetići
Gornji Branetići (en serbe cyrillique : Горњи Бранетићи) est un village de Serbie situé dans la municipalité de Gornji Milanovac, district de Moravica. Au recensement de 2011, il comptait 471 habitants.

## Géographie
Le village de Gornji Branetići est formé de quatre parties principales qui ont pour nom Vranovica, Prostruga, Boblija et Madžarac. L'habitat y est dispersé, sauf dans la localité elle-même, qui s'est développée autour de l'école, de la coopérative agricole et de la maison communale ; on y trouve également quelques magasins.

## Histoire
L'école primaire de Gornji Branetići a ouvert ses portes en 1911. En 1943, six Partisans communistes de Tito furent exécutés au lieu-dit de Lipovita.
En 1949 y a été créée une coopérative paysanne appelée Une vie meilleure (en serbe cyrillique : Бољи живот).

## Démographie
| 1948  | 1953  | 1961  | 1971  | 1981 | 1991 | 2002 | 2011 |
| ----- | ----- | ----- | ----- | ---- | ---- | ---- | ---- |
| 1 395 | 1 343 | 1 199 | 1 037 | 942  | 770  | 578  | 471  |

|  |

## Personnalité

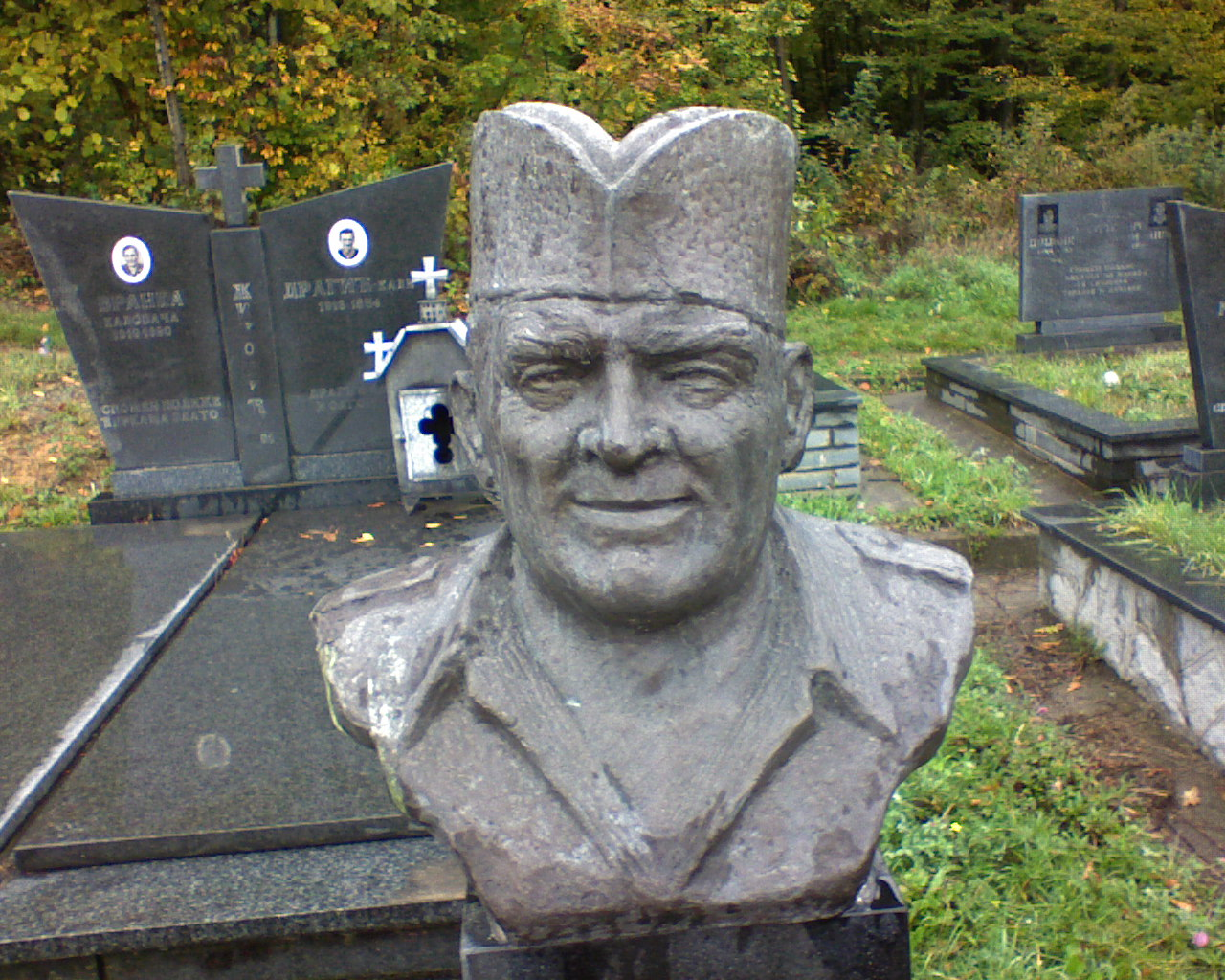
Buste de Desimir Žižović dans le cimetière de Gornji Branetići

Desimir Žižović Buin (1920-1996), peintre et dessinateur, créateur de la bande dessinée Mirko et Slavko (Мирко и Славко) et, particulièrement, de l'album Nikad robom (Никад робом, « Ne jamais conserver »), est né et mort à Gornji Branetići.